# 布倫代爾 (喬治亞州)
布倫代爾（英語：Blundale）是位於美國喬治亞州伊曼紐爾縣的一個非建制地區。該地的面積和人口皆未知。

## 地理
布倫代爾的座標為32°44′54″N 82°23′28″W / 32.74833°N 82.39111°W，而該地的平均海拔高度為116米（即381英尺）。